# Jani Lyyski
Jani Lyyski (Mariehamn, Finlandia, 16 de marzo de 1983) es un exfutbolista finlandés.

## Clubes
| Club              | País      | Año         |
| ----------------- | --------- | ----------- |
| IFK Mariehamn     | Finlandia | 2007        |
| Vaasan Palloseura | Finlandia | 2008 - 2009 |
| Djurgårdens IF    | Suecia    | 2010 - 2012 |
| IFK Mariehamn     | Finlandia | 2012 - 2017 |

## Selección nacional
Fue internacional con la selección de fútbol de Finlandia, donde jugó 2 partidos internacionales y no anotó goles.